# Adolfo Tettoni
Adolfo Tettoni (Sassari, 1853 – Roma, 1922) è stato un generale italiano, che durante il corso della prima guerra mondiale fu comandante del VII e XVIII Corpo d'armata e tra i protagonisti della repressione dell'ammutinamento della Brigata Catanzaro. Decorato con la Croce di Commendatore dell'Ordine militare di Savoia e con la Medaglia d'argento al valor militare.

## Biografia
Nacque a Sassari nel 1853. Arruolatosi nel Regio Esercito frequentò la Regia Accademia Militare di Artiglieria e Genio di Torino, da cui uscì nel 1873 con il grado di sottotenente assegnato all'arma di artiglieria. Tra il 1895 e il 1896 prese parte alla Guerra d'Eritrea. Colonnello nel 1903, comandò il Reggimento artiglieria da montagna, e promosso maggior generale nel 1909 l'artiglieria da costa e da fortezza della Piazzaforte di Roma. Nel 1910 diviene Ispettore dell'artiglieria, e nel 1911 comandante dell'artiglieria da campagna di Firenze. Con lo scoppio della Guerra italo-turca  assume il comando dell'artiglieria del corpo di spedizione italiano in Libia, e del 7 settembre 1912 assunse il comando del settore di Zuara e divenne Ispettore dell'artiglieria della Tripolitania.
Rientrato in Patria nel 1913, promosso tenente generale assunse il comando della Divisione militare di Padova, passando poi alla Direzione dei servizi logistici ed amministrativi  presso il Ministero della guerra del Regno d'Italia. Appena insediatosi, nel luglio 1914 redasse subito una accurata relazione sullo stato di impreparazione, mettendo in evidenza le enormi manchevolezze che aveva trovato nei magazzini dell'esercito che fu portata all'attenzione del Capo di stato maggiore Luigi Cadorna. Inoltre il 25 settembre dello stesso anno scrisse una violentissima lettera al Ministro della Guerra Domenico Grandi denunciando che lo stanziamento da lui richiesto, di 12 milioni di lire, per ripianare le scorte consumate durante la Guerra italo-turca, era assolutamente insufficiente, e che sarebbe servita una cifra tripla. Questa lettera portò alle dimissioni di Grandi l'8 ottobre successivo.
Dopo l'entrata in guerra del Regno d'Italia, avvenuta il 24 maggio 1915, fu comandante del VII Corpo d'armata. Decorato con una Medaglia d'argento al valor militare il 6 luglio 1916, mentre era al comando del VII Corpo d'armata rimase coinvolto nella repressione dell'ammutinamento della Brigata Catanzaro (15-17 luglio 1917) a Santa Maria la Longa che portò a una durissima repressione, con 42 condanne a morte eseguite. Secondo la sua opinione all’origine dell'ammutinamento vi era la propaganda sovversiva e le notizie sulla Rivoluzione russa e non il malcontento per lo sfinimento dei reparti in un settore così logorante come quello del Carso. Il 7 ottobre 1917 passò al comando del XVIII Corpo d'armata, che dopo la ritirata di Caporetto venne schierato nel settore del Grappa, rimanendovi fino al 18 dicembre 1917. Dopo la fine del conflitto venne posto subito in posizione di riserva, venendo richiamato in servizio per un breve periodo come Ispettore Generale degli Effettivi dell’Esercito. Messo definitivamente a riposo non riuscì ad adattarsi alla vita civile, venendo trovato morto in una strada della Capitale nel 1922, sembra per inedia.

### Annotazioni
1. ↑  Tale Brigata era formata da 141º e 142º Reggimento fanteria.

### Fonti
1. ↑  Bianchi 2012, p. 251.
2. 1 2 3 4 5 6 7 8  Bianchi 2012, p. 252.
3. ↑  Coltrinari 2016, p. 44.
4. 1 2 3  Coltrinari 2016, p. 45.
5. 1 2 3 4 5  Bianchi 2012, p. 253.
6. 1 2 3  Quirinale - Scheda - visto 16 gennaio 2009